# Jim Higgins

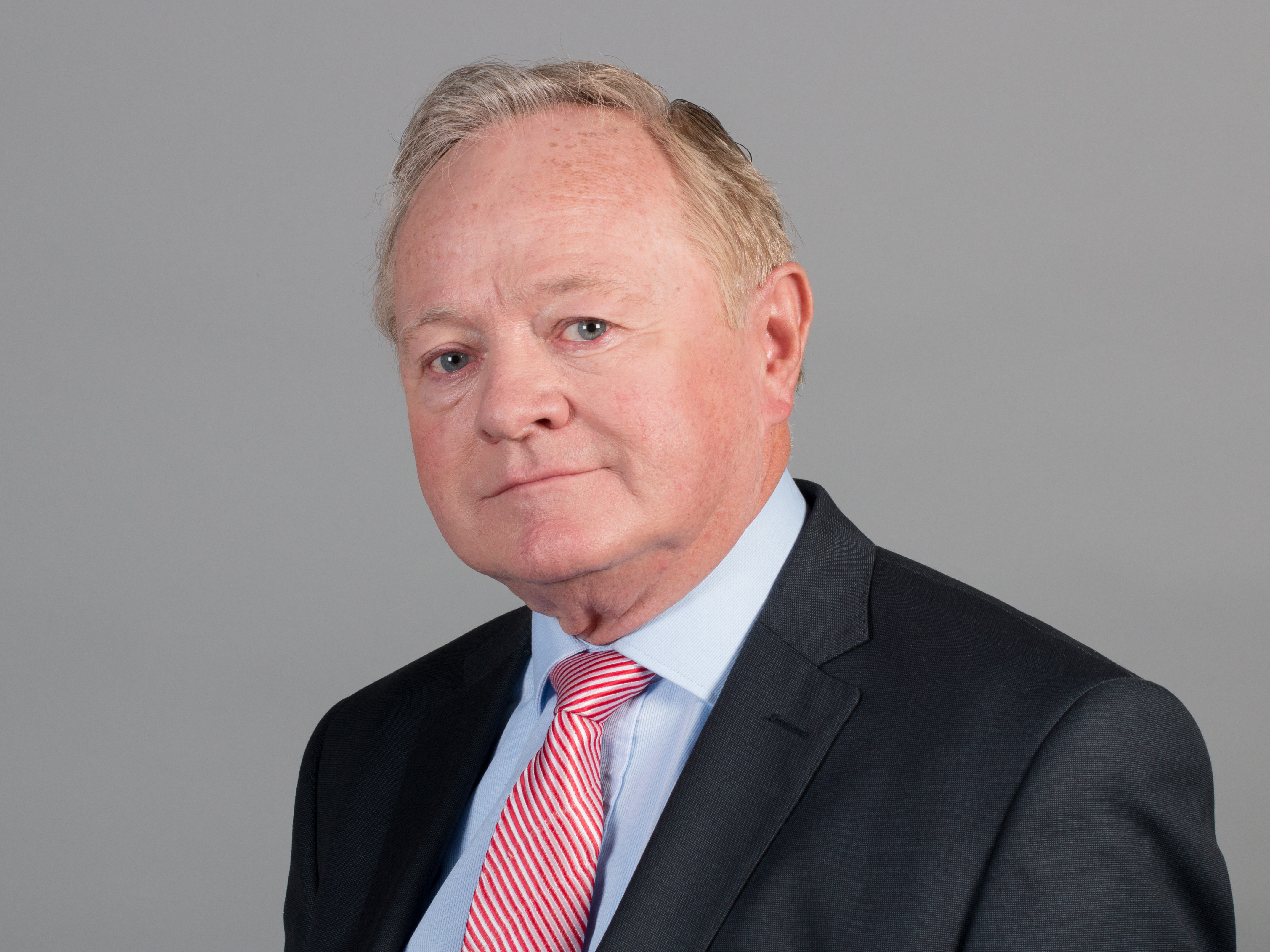
Jim Higgins, 2014

Jim Higgins (n. 4 mai 1945, Ballyhaunis⁠(d), Connacht⁠(d), Irlanda) este un om politic irlandez, membru al Parlamentului European în perioada 2004-2009 din partea Irlandei.